# Minecraft (colonna sonora)
La colonna sonora del videogioco Minecraft prodotto dalla Mojang venne composta dal musicista Tedesco Daniel Rosenfeld, conosciuto anche come C418. La colonna sonora del gioco consiste in musica d'ambiente strumentale molto acclamata dalla critica. Nel 2011, il blog di videogiochi Kotaku scelse la colonna sonora come una delle migliori colonne sonore dei videogame di quell'anno. La colonna sonora di Minecraft è stata pubblicata in due album, Minecraft – Volume Alpha (2011), e Minecraft – Volume Beta (2013). Entrambi gli album includono tracce presenti nel gioco insieme ad altre tracce incluse nei trailer, e tracce strumentali che non sono state incluse nella pubblicazione finale del gioco. Nel 2015, Rosenfeld ha accennato all'uscita di un potenziale terzo album per la colonna sonora di Minecraft. Nel 2017, Rosenfeld ha confermato l'uscita dell'album, specificando che  "[l'album] è ancora lontano dal suo completamento".

## Storia
In uno stand al MineCon nel 2012, Rosenfeld afferma di avere avuto un interesse nei videogiochi per molto tempo e che risulta essere membro di più comunità di videogame. Afferma inoltre di aver incontrato Markus Persson in un Internet Relay Chat (IRC), e di aver iniziato a scrivere musica per Minecraft quando ancora il gioco era nelle sue fasi iniziali come tech demo. I due condividevano l'interesse verso Aphex Twin, e mostrarono l'un l'altro il proprio progetto. Entrambi rimasero impressionati dal progetto altrui e infine Persson decise di accoppiare la musica di Rosenfeld con il proprio gioco.
Il carattere minimalista e malinconico della colonna sonora è stato elogiato dalle critiche. Sull'argomento del minimalismo della colonna sonora, Rosenfeld ha affermato che era "inevitabile", poiché "Minecraft ha un terribile motore sonoro". Lo stile ambientale della colonna sonora è stato confrontato con le opere di Brian Eno, Erik Satie, Aphex Twin, e Vangelis. In 2018, The Boar ha descritto la colonna sonora come "nostalgia nella sua forma più pura" (in inglese "nostalgia in its purest form").

## Pubblicazione
Danny Baranowsky aveva già consigliato a Rosenfeld di pubblicare la propria musica sulla piattaforma online Bandcamp. Il 4 marzo 2011 uscì il primo album della colonna sonora, Minecraft – Volume Alpha, sul suo account Bandcamp. L'album venne successivamente pubblicato su altri servizi di download digitale. Il 9 novembre 2013, Rosenfeld fece uscire il secondo album, Minecraft – Volume Beta. Il 21 agosto 2015, un'edizione fisica di Minecraft – Volume Alpha, formata da CD, vinili neri, e una edizione limitata di un vinile verde trasparente LP, venne immessa sul mercato dall'acclamata etichetta musicale indie Ghostly International.

## Minecraft - Volume Alpha
Il 4 marzo 2011, il musicista tedesco C418 pubblicò Minecraft - Volume Alpha, il primo album della colonna sonora di Minecraft, ed il suo ottavo album dall'inizio della carriera. L'album comprende la maggior parte della musica presente in gioco insieme ad altri brani dei trailer e tracce strumentali non incluse nella versione finale del gioco. Sull'argomento Rosenfeld ha commentato:
L'album incontrò recensioni positive, come quella di Andy Kellman di Allmusic che ne elogia la ripetibilità, affermando che  "nessuno degli elementi attuali è abbastanza pronunciato o semplice da rendere la riproduzione ripetuta affaticante"

### Lista tracce
Download digitale e CD
1. Key
2. Door
3. Subwoofer Lullaby
4. Death
5. Living Mice
6. Moog City
7. Haggstrom
8. Minecraft
9. Oxygène
10. Équinoxe
11. Mice on Venus
12. Dry Hands
13. Wet Hands
14. Clark
15. Chris
16. Thirteen
17. Excuse
18. Sweden
19. Cat
20. Dog
21. Danny
22. Beginning
23. Droopy Likes Ricochet
24. Droopy Likes Your Face"

## Minecraft – Volume Beta
Il 9 novembre 2013, il musicista tedesco C418 ha pubblicato Minecraft - Volume Beta, il secondo album della colonna sonora di Minecraft, e complessivamente il suo tredicesimo album. L'album comprende nuove tracce aggiunte nel gioco dopo l'uscita di Minecraft – Volume Alpha, insieme ad altre tracce esclusive dell'album. Le tracce 20-29 comprendono l'audio di 10 dei 12 "dischi musicali" del gioco che possono essere trovati o craftati dai giocatori all'interno del gioco. L'album ha un tono generale più cupo rispetto al suo precursore; Rosenfeld afferma che "il tono [dell'album] è contemporaneamente più positivo e a volte molto cupo"
L'album è stato completamente autopubblicato da Rosenfeld, ed è apparso nella classifica Billboard Dance/Electronic Albums, arrivando alla 14ª posizione.
| Classifica                             | Posizione massima |
| -------------------------------------- | ----------------- |
| US Dance/Electronic Albums (Billboard) | 14ª               |

## Il futuro terzo album
Nel 2015, Rosenfeld ha accennato all'arrivo di un potenziale terzo album per la colonna sonora di Minecraft, dicendo "Continuerò a lavorare su Minecraft, ci sarà quindi probabilmente un altro album". In 2017, Rosenfeld ha confermato la futura pubblicazione, affermando che "[l'album] è ancora lontano dall'essere finito".

## Storia delle pubblicazioni
Minecraft – Volume Alpha è stato pubblicato inizialmente sull'account Bandcamp di Rosenfeld, e successivamente su altri servizi di musica digitale. Il 21 agosto 2015, un'edizione fisica dell'album, formata da un CD ed un vinile, è stata immessa sul mercato da Ghostly International. Minecraft – Volume Beta è stata completamente pubblicata da Rosenfeld sul suo account Bandcamp e su altri servizi di musica online il 9 novembre 2013.
| Album                    | Regione  | Data            | Formato                      | Etichetta discografica | Ref    |
| ------------------------ | -------- | --------------- | ---------------------------- | ---------------------- | ------ |
| Minecraft – Volume Alpha | Mondiale | 4 marzo 2011    | Download digitale (Bandcamp) | Nessuna (autoedizione) | [ 4 ]  |
| Minecraft – Volume Alpha | Mondiale | 4 marzo 2011    | Download digitale            | Nessuna (autoedizione) | [ 12 ] |
| Minecraft – Volume Alpha | Mondiale | 21 agosto 2015  | CD                           | Ghostly International  |        |
| Minecraft – Volume Alpha | Mondiale | 21 agosto 2015  | Vinile (Standard)            | Ghostly International  |        |
| Minecraft – Volume Alpha | Mondiale | 21 agosto 2015  | Vinile (Verde)               | Ghostly International  |        |
| Minecraft – Volume Beta  | Mondiale | 9 novembre 2013 | Download digitale (Bandcamp) | Nessuna (autoedizione) | [ 13 ] |
| Minecraft – Volume Beta  | Mondiale | 9 novembre 2013 | Download digitale            | Nessuna (autoedizione) | [ 18 ] |